# Xian de She (Hebei)
Pour les articles homonymes, voir She (homonymie).
Le xian de She (涉县 ; pinyin : Shè Xiàn) est un district administratif de la province du Hebei en Chine. Il est placé sous la juridiction de la ville-préfecture de Handan.

## Démographie
La population du district était de 378 635 habitants en 1999.